# Jan Lindqvist (regissör)
Jan Lennart Lindqvist, född 21 april 1941 i Säffle, är en svensk filmfotograf, manusförfattare och regissör.
Lindqvist regidebuterade 1966 och är kanske mest känd för Dom kallar oss mods, vilken belönades med Chaplin-priset 1968, Vi har vår egen sång – musikfilmen och Tiden är en dröm, för vilken han mottog en Guldbagge 2000 i kategorin kreativa insatser.

## Filmografi
Regi
- 1966 – En by som heter Vlasti
- 1966 – Snutarna
- 1968 – Dom kallar oss mods
- 1971 – Människor på en sophög
- 1973 – Tupamaros
- 1974 – Förvandla Sverige
- 1975 – Bojkott
- 1976 – Vi har vår egen sång – musikfilmen
- 1999 – Tiden är en dröm
- 2007 – Reliefer
- 2009 – Tiden är en dröm/etapp 3
- 2014 – Tiden är en dröm del 2

Manus
- 1968 – Dom kallar oss mods
- 1974 – Förvandla Sverige
- 1999 – Tiden är en dröm
- 2009 – Tiden är en dröm/etapp 3

Foto
- 1966 – Bosse Högberg vs. Sandro Mazzinghi
- 1968 – Dom kallar oss mods
- 1974 – Förvandla Sverige
- 1976 – Vi har vår egen sång – musikfilmen
- 1999 – Tiden är en dröm